# Неориторика
Неорито́рика — сучасна філософська та філологічна теорія.

Сформувалася головним чином під впливом методології структуралізму в антропології (К. Леві-Стросс), мовознавстві (Ф. де Сосюр, Р. Якобсон), семіотики (Луї Єльмслев), в полеміці з традиціями культурно-історичної школи і естетикою екзистенціалізму. Найважливішою передумовою неориторики стала риторична теорія діалогу М. М. Бахтіна, який в найбільш змістовній формі пояснив поняття риторики літературного твору.
Найбільш загальні теоретичні принципи неориторики («нової критики здатності судження») сформульовані Р. Бартом. Її увага зосереджена на проблемах структурно-риторичної будови творів (Р. Барт), риторики оповідання і сюжетотворення (А. Ж. Греймас, Ж. Женетт, К. Бремон), риторичних особливостях поетичної мови (Ц. Тодоров). Робилися спроби застосувати поняття, вироблені в генеративній лінгвістиці Ноамом Чомскі, до аналізу літературних текстів (Ю. Кристєва).